# Мис Сміт

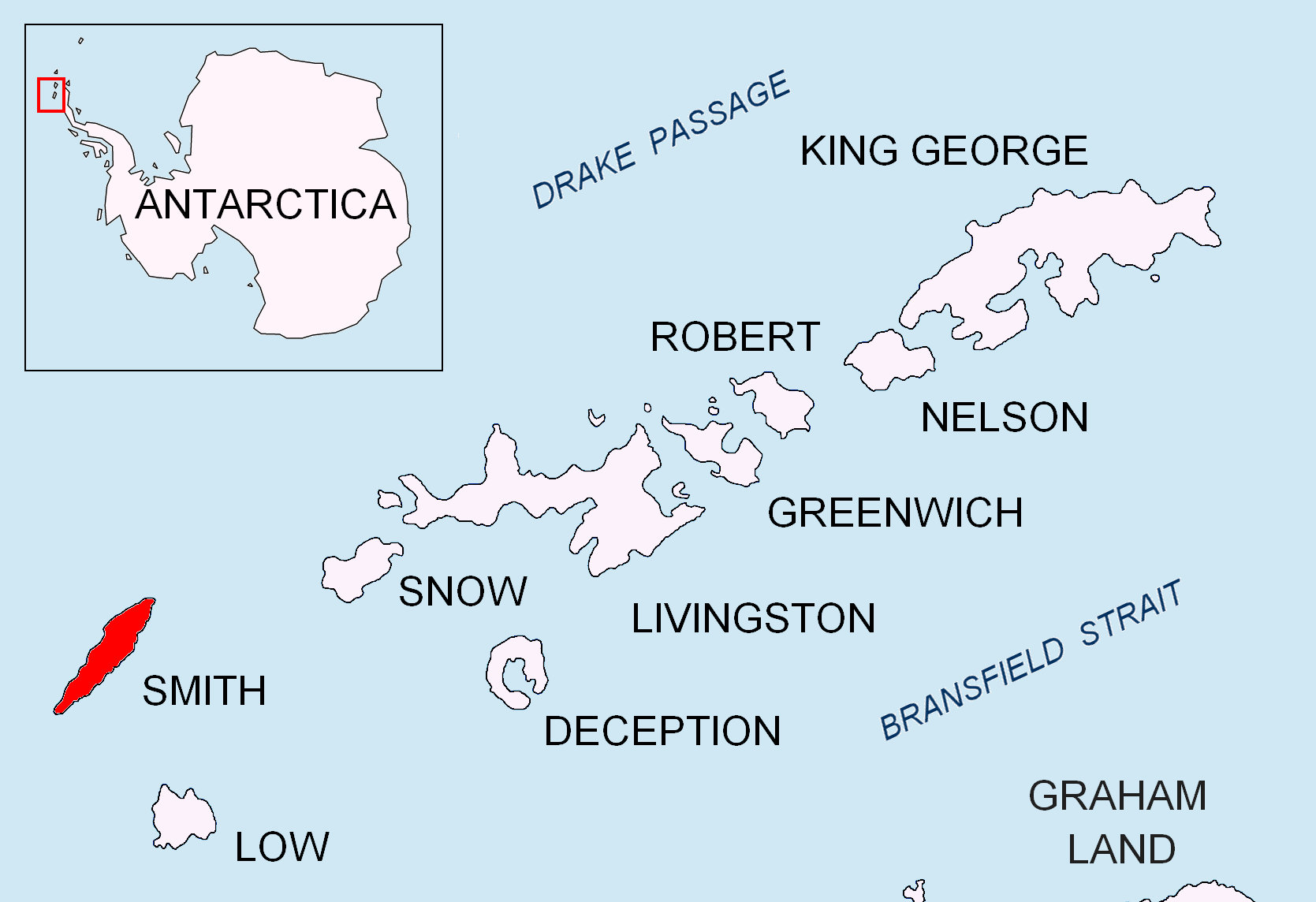
Розташування острова Сміт на Південних Шетландських островах

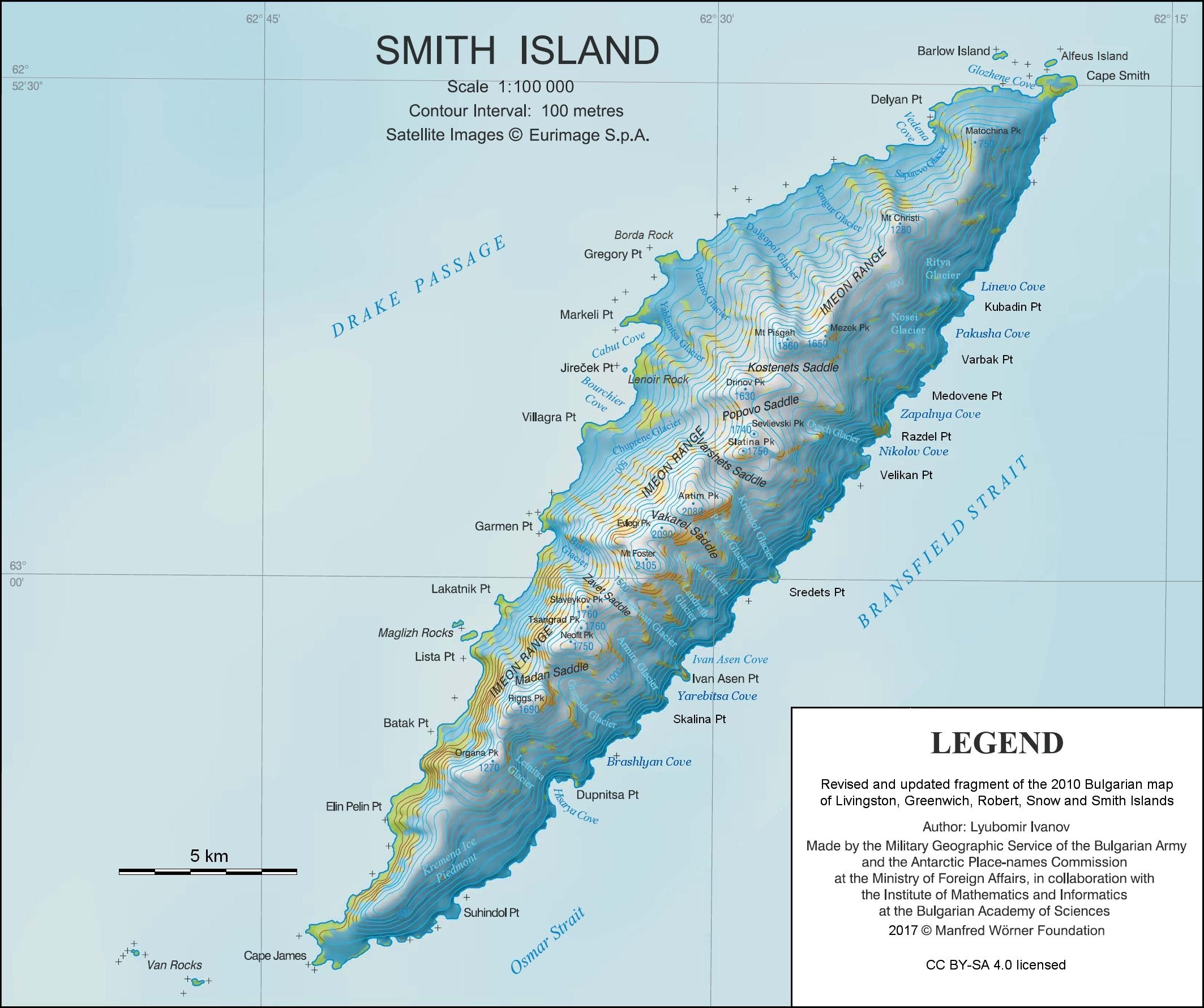
Топографічна карта острова Сміт.

Мис Сміт — мис, що утворює північний край острова Сміт на Південних Шетлендських островах, Антарктида. Про відкриття Південних Шетландських островів вперше повідомив у 1819 році капітан Вільям Сміт, в честь якого названо мис.

## Місцезнаходження
Мис знаходиться на 62°52′25.5″ пд. ш. 62°18′00″ зх. д. / 62.873750° пд. ш. 62.30000° зх. д., що становить 3,31 км на північний схід від гори Маточина, 12.85 км на північний схід від мису Грегорі, 4,16 км на північний схід від мису Делян, 2 км на південний схід від острова Барлоу і 40,5 км на південний захід від острова Снігу (болгарське картографування у 2009 році).

## Карти
- Діаграма Південного Шетленда, включаючи острів Коронації, & c. [Архівовано 28 вересня 2013 у Wayback Machine.] від розвідки схилу Голуб у 1821 та 1822 роках командиром Джорджа Пауелла того ж. Масштаб приблизно. 1: 200000. Лондон: Лорі, 1822 рік.
- Л. Л. Іванов. Антарктида: Острови Лівінгстон і Гринвіч, острови Роберт, Сніг і Сміт. Масштаб 1: 120000 топографічна карта. Троян: Фонд Манфреда Вернера, 2010. ISBN 978-954-92032-9-5 (Перше видання 2009 р.) ISBN 978-954-92032-6-4)
- Острови Південний Шетланд: Сміт і Низькі острови. [Архівовано 24 березня 2012 у Wayback Machine.] Масштаб 1: 150000 топографічна карта № 13677. Британське опитування про Антарктику, 2009.
- Антарктична цифрова база даних (ADD). [Архівовано 5 березня 2017 у Wayback Machine.] Масштаб 1: 250000 топографічна карта Антарктиди. Науковий комітет з питань антарктичних досліджень (SCAR). З 1993 р. Регулярно оновлюється та оновлюється.
- Л. Л. Іванов. Антарктида: острів Лівінгстон та острів Сміт . Масштаб 1: 100000 топографічна карта. Фонд Манфреда Вернера, 2017. ISBN 978-619-90008-3-0